# Llanddew
Llanddew ou Llan-ddew est un village et une communauté du Powys, au pays de Galles.

## Géographie
Llanddew est situé dans le centre du Powys, dans le comté historique du Brecknockshire, à quelques kilomètres au nord-est de la ville de Brecon.

## Démographie
Au recensement de 2011, la communauté de Llanddew comptait 232 habitants.